# Lilli Lehmann
Pour les articles homonymes, voir Lehmann.
Lilli Lehmann, de son nom de naissance Elisabeth Maria Lehmann, née le 24 novembre 1848 à Wurtzbourg et morte le 17 mai 1929 à Vienne, est une soprano allemande.

## Biographie
Elle passa sa jeunesse à Prague où sa mère, Maria-Theresia Lehmann née Löw, amie d'enfance de Richard Wagner, cantatrice et harpiste, lui enseigna le chant. Son père Karl-August Lehmann est un ténor, et sa plus jeune sœur, Marie sera également cantatrice.
Elle débute en 1865 dans le rôle d'un des trois garçons de La Flûte enchantée de Mozart, avant d'interpréter Pamina puis, par la suite, la Reine de la nuit. Ensuite, elle se produit dans les villes de Dantzig, Leipzig puis à l'Opéra d'État de Berlin où elle chante Marguerite dans Les Huguenots de Meyerbeer en 1869 ; elle est un peu plus tard engagée par l'Opéra, où elle a remporté d'énormes succès. Elle est d'abord une « soprano d'agilité », une colorature puis, grâce à un travail acharné, elle réussit à transformer sa voix en puissance et en ampleur. 
En 1876, elle est invitée au premier Festival de Bayreuth par Richard Wagner qui lui confie les rôles de Woglinde dans L'Or du Rhin, d'Ortlinde dans La Walkyrie et de l'Oiseau de la forêt dans Siegfried pour la création de la Tétralogie. Ses relations avec Wagner remontaient à 1863, à Prague où il était venu diriger des concerts et où elle avait assisté à toutes les répétitions. En 1896, elle y chante Brünnhilde. Elle est ensuite invitée dans différentes capitales, Londres, Paris, Stockholm, Vienne et à l'Opéra d'État de Prague où elle obtient de grands succès.
Le 25 novembre 1885, elle débute au Metropolitan Opera de New York - en rupture avec une loi prussienne qui lui vaut une amende considérable et un bannissement des scènes allemandes jusqu'en 1891 -, dans le rôle-titre d'une version en allemand de Carmen. Le lendemain, le New-York Times souligne : « The audience was quick to recognize Fräulein Lehmann's excellences ». Elle rompt son contrat avec l'Opéra de Berlin. Elle traversera dix-huit fois l'Atlantique au cours de sa carrière et y chanta le répertoire le plus étendu qui ait jamais existé.
En 1886, Cosima Wagner l'invite à Bayreuth pour chanter Brangäne dans Tristan und Isolde, ce que Lehmann refuse. Les relations entre les deux femmes se dégradent.
Dès 1891, à Berlin où elle retrouve sa place à l'Opéra grâce à l'intervention de l'empereur Guillaume II, elle commence à enseigner et a comme élèves, notamment, Geraldine Farrar, Viorica Ursuleac (une des meilleures interprètes de Richard Strauss), Emmy Krüger, Lula Mysz-Gmeiner et Germaine Lubin.
À l'âge de soixante-deux ans, elle renonce à la scène pour se limiter au concert et se concentrer sur l'enseignement, notamment aux États-Unis (Geraldine Farrar et Olive Fremstad sont ses élèves). Elle enregistre encore quelques disques malgré le déclin de sa voix.
Entre 1901 et 1910, elle tente d'implanter un festival à Salzbourg et y fait jouer Don Giovanni de Mozart, où elle chante Donna Anna, et La Flûte enchantée. Elle assume la direction artistique de l'entreprise et devient l'un des plus fermes soutiens du Mozarteum.
Sa vie privée fut calme. Elle se marie en 1888 avec le ténor Paul Kalisch et, par la suite, s'en sépare car elle était trop indépendante pour supporter les contraintes de la vie conjugale. Elle était végétarienne, amie et protectrice des animaux, s'engageant dans la lutte contre la vivisection.

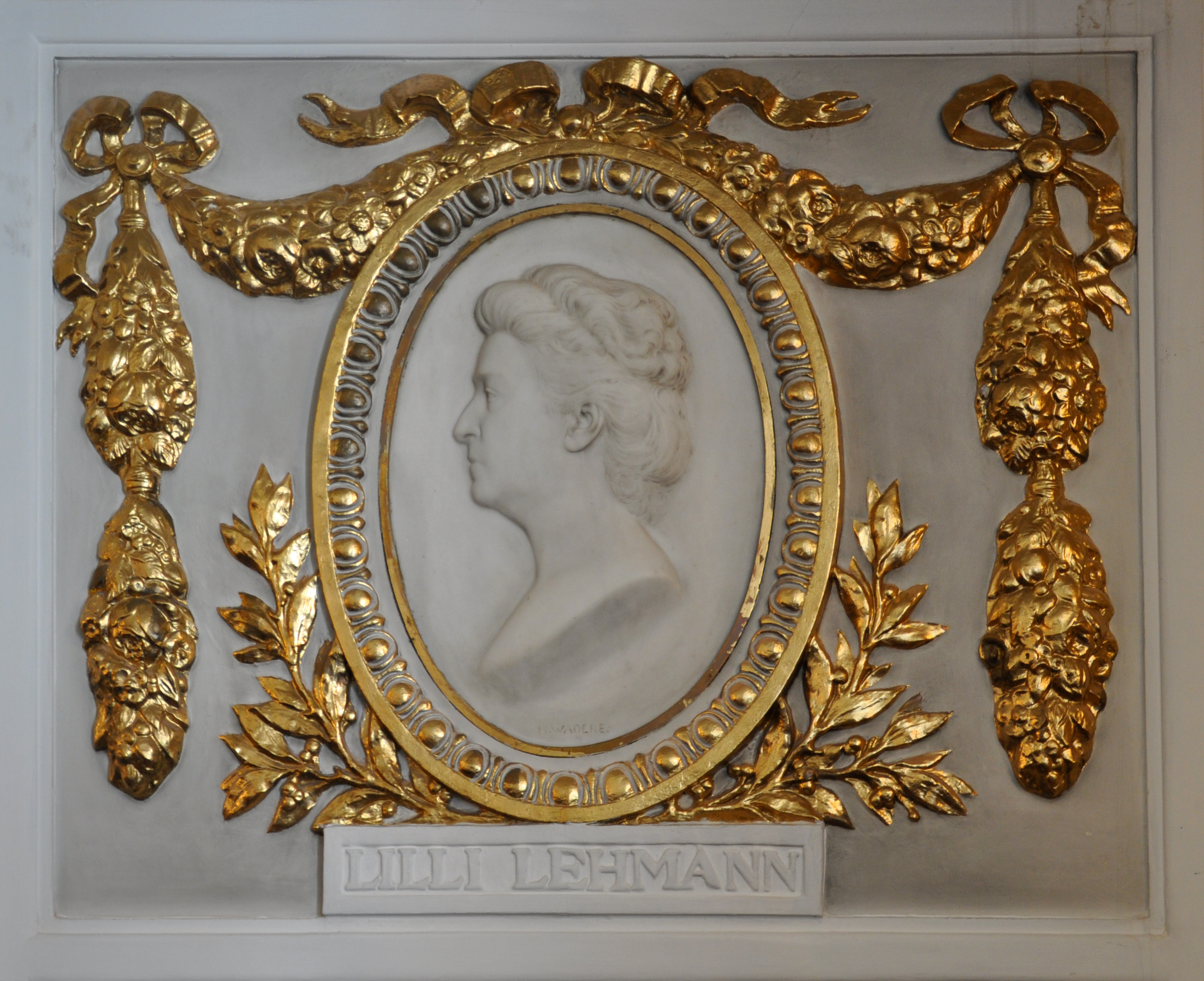
Médaillon de Lilli Lehmann au Mozarteum de Salzbourg, par Waderé.

Reynaldo Hahn disait d'elle qu'elle était « la plus grande technicienne vocale qui ait jamais existé », avec un immense répertoire (170 rôles dans 119 opéras différents). Elle meurt à Vienne le 17 mai 1929. Une de ses dernières paroles fut : « Pourquoi n'ai-je plus de temps pour apprendre… L'art est trop difficile et la vie trop courte ».